# El Liceu
|  | No s'ha de confondre amb Gran Teatre del Liceu. |

El Liceu o Casa Durall és un immoble de Lloret de Mar (Selva) de planta rectangular que consta de planta baixa i dos pisos superiors, que està cobert amb una teulada a dues aigües de vessants a laterals. Es troba al costat dret del carrer Enric Prat de la Riba. Paral·lelament l'immoble fa cantonada amb dos carrers més, com són a l'esquerra el carrer de St. Guerau i a la dreta el carrer de Sant Tomàs. És una obra que forma part de l'Inventari del Patrimoni Arquitectònic de Catalunya.

## Descripció
És un dels més aconseguits exemples locals d'arquitectura neoclàssica que sortosament ha sobreviscut al pas dels anys. Tanmateix el basament inferior original de l'edifici no ha tingut tanta sort com la resta de l'immoble, ja que va desaparèixer arran d'unes obres que es van dur a terme en aquest sector. Un basament compost a base d'arcs semicirculars -constituint així una porxada- i òculs el qual ha estat substituït per una planta baixa, l'espai físic de la qual l'ocupa actualment una immobiliària, completament descontextualitzada provocant un impacte visual en l'espectador.
Tanmateix és en el primer i segon pis on s'ha preservat i acumulat tota la gràcia compositiva i formal de l'edifici. Així el primer pis presenta tres grans obertures d'arc de mig punt motllurats de les impostes dels quals arranquen culs de llàntia de tall vegetal. Les tres obertures són projectades com a balconades independents i tancades en la part frontal per un ampit en forma de balustrada.
En el segon pis trobem una galeria de petites finestres rectangulars, les quals estan flanquejades als dos extrems per dues grans columnes de fust acanalat coronades amb sengles capitells dòrics molt austers i discrets que tanquen la façana. Les dues columnes sustenten un frontó triangular el qual està ornat amb una gran orla de caràcter vegetal i floral, coronada amb un gran medalló circular al centre.
Comparant fotografies antigues amb actuals s'observa ràpidament que l'edifici no ha experimentat cap canvi substancial ni decisiu sinó que segueix absolutament igual, a excepció de les obres de manteniment i condicionament. Cal remarcar que l'any 1982 s'observa que la planta baixa ja ha estat totalment remodelada, desapareixent així el basament original en el lloc del qual s'ha instal·lat un comerç.

## Història
L'arquitecte responsable de la construcció del Liceu o Can Durall va ser Fèlix de Azúa de Pastors. Va ser un aquarel·lista de finals del segle xix, resident a Barcelona. Amb algunes de les seves obres va participar en la barcelonina Exposició d'Art celebrada en el 1896. Va ser també arquitecte i professor de la classe de dibuix lineal en l'Escola d'Arquitectura de Barcelona, de la qual va ser nomenat catedràtic quan va morir el que ho era numerari, l'arquitecte Vilaseca. El nom de Can Durall es deu al fet que el propietari original de l'immoble es deixa Josep Durall i Botet.